# Archidiecezja Londrina
Archidiecezja Londrina (łac. Archidioecesis Londrinensis) – archidiecezja Kościoła rzymskokatolickiego w Brazylii. Należy do metropolii Londrina, wchodzi w skład regionu kościelnego Sul II. Została erygowana przez papieża Piusa XII 1 lutego 1956 bullą Latissimas partire.
31 października 1970 papież Paweł VI utworzył metropolię Londrina podnosząc diecezję do rangi archidiecezji.